# 屈巴赫河 (美因河支流)
49°47′16″N 9°55′32″E / 49.787847°N 9.925674°E
屈巴赫河（德語：Kühbach），是德國的河流，位於該國東南部，由巴伐利亞負責管轄，屬於美因河的左支流，河道全長6公里，流域面積7.9平方公里，發源自赫希貝格，河口處在維爾茨堡。